# Endoszkópia

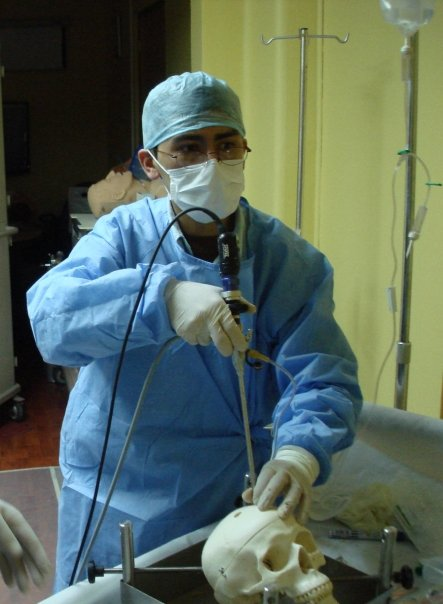
Endoszkópia

Az endoszkópia az üreges belső szervek, testüregek (pl. húgyhólyag, prosztata, hasüreg, mellüreg, agy, ízületek, belek, gyomor) kis behatoláson vagy testnyíláson át, optikai eszköz, endoszkóp segítségével kivitelezett vizsgálata, műtéti kezelése, melynek során az optikai eszközön át érkező kép monitorra kivetítve követhető.

## Az endoszkópia leírása
- Az endoszkópia egy minimális behatolású orvosi diagnosztikai eljárás, amely a szervezet belső részének a vizuális vizsgálatára és ennek megfelelő és vele kapcsolatos hagyományos sebészeti vagy robotsebészeti műtétek követésére alkalmas.
- Az endoszkópos diagnosztika során a test természetes nyílásain keresztül keskeny csövet vezetnek a test belső üregeibe, hogy a végére szerelt kamerával láthatóvá tegyék a zsigerek struktúrájának állapotát az orvos számára.
- Számos endoszkópiás beavatkozás vagy teljesen vagy jórészt fájdalommentes, ezért általános anesztéziára vagy bódítószer használatára ritkán van szükség.
- Az endoszkópia speciális esete a laparoszkópia, (vagy laparoszkópia) ami a hasba való benézést jelenti.
- Tágabb értelemben mind az endoszkópia, mind a laparoszkópia magában foglalja az olyan sebészeti manipulációkat is, ahol az endoszkópia, vagy a szorosabb értelmű laparoszkópia szolgál a sebészet testbeni belső helyszínének megfigyelésére egy sebészeti műtét alatt, amikor a megvilágításhoz és megfigyeléshez manipulációs és emberi kezeket nemcsak imitáló, hanem azok ügyességét túlszárnyaló csuklós fogós végződéses karok is hozzájárulnak, ami végül is a robotsebészethez vezet.

## Laparoszkópia
Az endoszkópia azon ága, mely során a hasüregben diagnosztikus és terápiás beavatkozások (leggyakrabban nőgyógyászati beavatkozások és epekőműtét) történnek. A laparoszkópia legfőbb előnye az általában kisebb műtéti megterhelés, a rövidebb posztoperatív gyógyulási idő, a gyorsabb rehabilitáció, műtéttechnikai szempontból az igazoltan kevesebb posztoperatív összenövés, a jobb kozmetikai eredmény, valamint az egyértelmű gazdasági előnyök és pénzügyi megtakarítások, a kórházi tartózkodás időtartama néhány napra rövidülésével.

### Nőgyógyászati laparoszkópos (pelviszkópia) beavatkozások
Diagnosztikus vizsgálatok:
- tisztázatlan alhasi fájdalmak
- meddőség okainak tisztázása
- hasi képletek természetének, eredetének tisztázása
- gyógyszeres kezelések utáni ellenőrző vizsgálat (pl. endometriosis)
- hasi szervekből, hasüregből mintavétel
- méhen kívüli terhesség bizonyítása vagy kizárása

Műtéti beavatkozások:
- művi meddővé tétel („lekötés”)
- összenövések oldása (gyulladás, műtét után)
- letapadt petevezető felszabadítása
- petevezető-szájadék plasztika
- ciszták leszívása, eltávolítása
- méhen kívüli terhesség ellátása
- méh jóindulatú izomgöbje (mióma) kihámozása
- petefészek, petevezeték eltávolítása
- méh eltávolítása
- kismedencei nyirokcsomók eltávolítása

## Hiszteroszkópia
Az endoszkópia méhüreget vizsgáló, kezelő ága.

### Hiszteroszkópos beavatkozások
Diagnosztikus:
- méhüreg vizsgálata
- méhnyálkahártya vizsgálata

Műtéti beavatkozások:
- méhüregi polip eltávolítása
- miómagöb eltávolítása
- méhsövény átvágása
- méhnyálkahártya roncsolása
- egyéb módon nem eltávolítható IUE (méhen belüli fogamzásgátló) levétele

### Hiszteroszkópia kivitelezése
A műtétet általában altatásban, de esetenként helyi érzéstelenítésben is végzik. A beavatkozás méhszájon át történik, annak tágítása nélkül vagy minimális tágításával. Ennek szükségességét a bevezetett optika vastagsága, illetve a méhszáj tágassága határozza meg. Az optikai eszköz bevezetését követően a méh üregét szén-dioxid gázzal, de leggyakrabban folyadékkal tágítják (sóoldat, 5% cukoroldat stb.). A látást rontó esetleges vér eltávolítása a folyamatos méhüregi öblítés révén valósul meg. Diagnosztikus beavatkozás során vizsgálják a nyakcsatorna, a méh üregének felszínét, a nyálkahártya épségét, polipust, izomgöböt keresve, és esetleges méhsövény meglétét.

### Operatív hiszteroszkópia
A miómagöb és a polip az operációs eszköz részét képező kaccsal eltávolítható. A gyakran korai vetélést okozó méhsövény (amennyiben a méh nem két külön szarvból áll - ez laparoszkópia elvégzésével tisztázható) szintén átvágható (szeptotómia). Családtervezés befejezését követően, erős mensesek, ismételt, rendellenes méhvérzések esetén a méhnyálkahártya koagulálható, illetve kaccsal eltávolítható (endometrium
abláció).

### Hiszteroszkópia szövődményei
A tágítás során sérülhet a méhszáj, ami vérzést okoz. A leggyakoribb szövődmény a méh falának átlyukadása. Ilyen esetben a műtét abbahagyását követően szükség esetén laparoszkópia során tisztázni kell, hogy van-e hasűri vérzés, a hasüregi szerveken, belek, erek, húgyhólyag, húgyvezeték, történt-e sérülés és ezen sérülés igényel-e ellátást. Ez esetenként nyitott hasi műtét során történik. Amennyiben erős méhüregi vérzés indul, szintén nyitott hasi műtéti beavatkozás válhat szükségessé, végső esetben a méh eltávolításával. A műtétet követő leggyakoribb szövődmény a kismedencei szervek gyulladása, amely általában antibiotikus kezelésre néhány nap alatt meggyógyul.

## Az endoszkóp
Jelenleg az endoszkópot széles körben használják pl.: a „kulcslyuk sebészetben” vakbél eltávolítására, az epehólyag kezelésére, a térdszalagok korrekciójára. Természetesen a megfigyeléshez a megvilágítás is hozzátartozik.

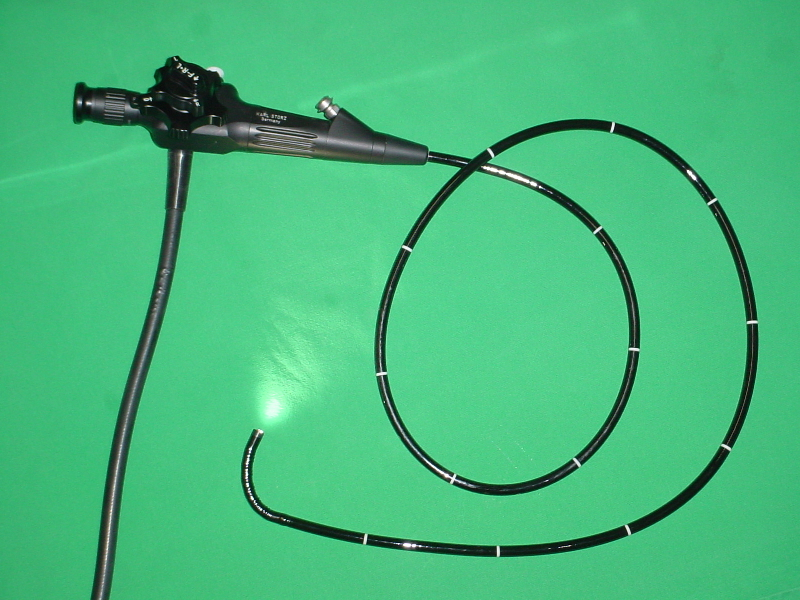
Egy optikai szálak elmélete alapján készített hajlékony fényvezetőjű endoszkóp

## Veszélyei
- fertőzés
- szerv kilyukadása
- allergiás reakció
- túlszedálás